# Front Oraczy

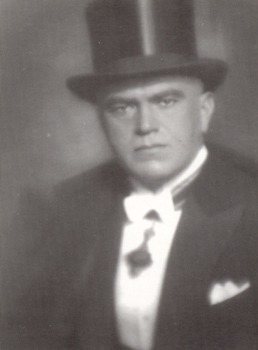
Twórca i przywódca Frontu Oraczy, Petru Groza

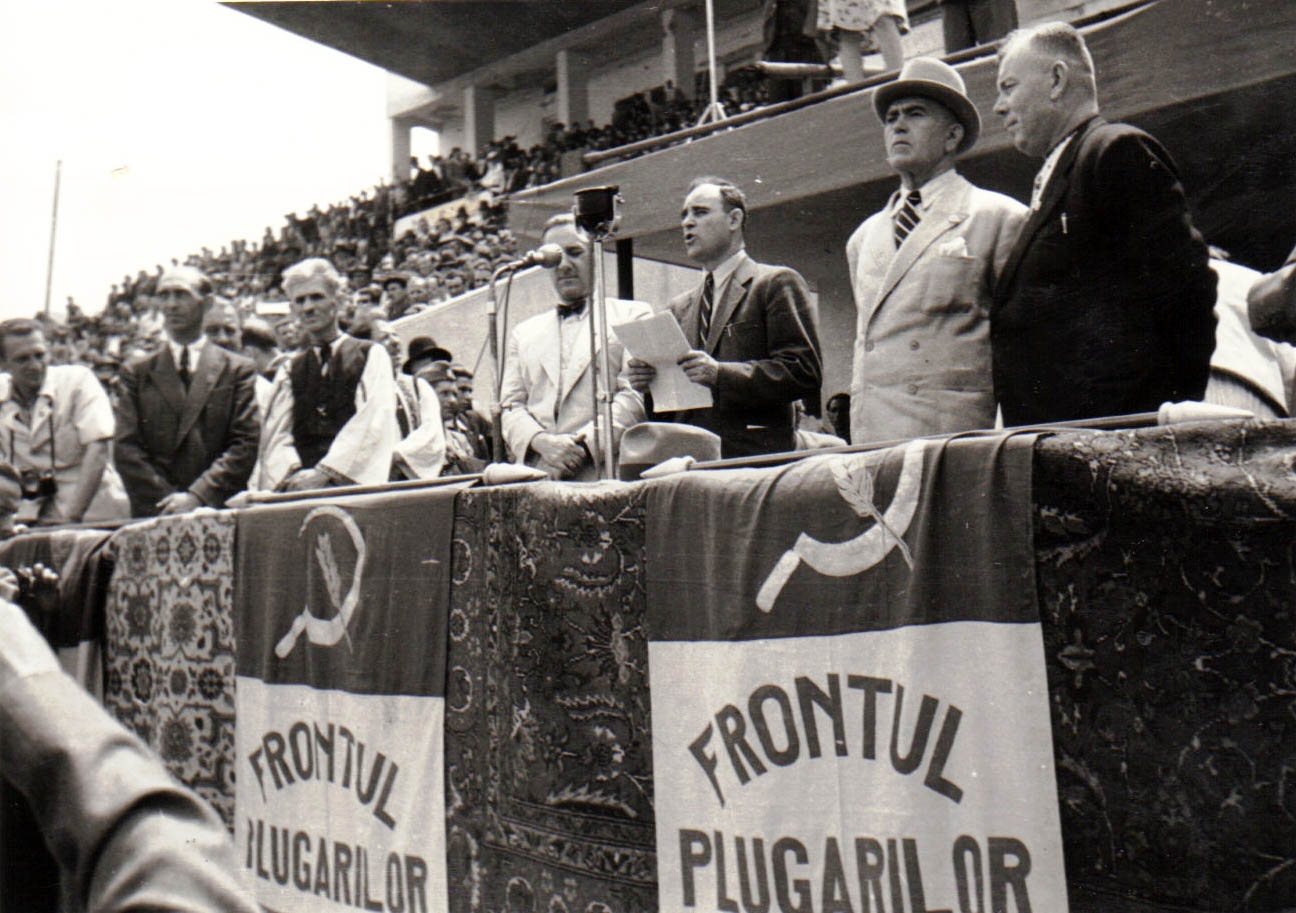
Zjazd Frontu Oraczy w czerwcu 1945, na trybunie m.in. Petru Groza (w kapeluszu) i Gheorghe Gheorghiu-Dej (przemawiający)

Front Oraczy (rum. Frontul Plugarilor, niekiedy tłumaczony jako Partia Oraczy albo Front Rolników) – partia polityczna w Rumunii, istniejąca w latach 1933–1953, o marginalnym znaczeniu w latach przedwojennych, a w latach powojennych stanowiąca ugrupowanie satelickie Rumuńskiej Partii Komunistycznej.

## Okres przedwojenny
Front Oraczy założony został w 1933 z inicjatywy bogatego prawnika i posiadacza ziemskiego, sympatyzującego z komunistami Petru Grozy, stojącego później na jej czele przez cały okres jej istnienia. Pierwsze wystąpienie publiczne miało miejsce w Devie 8 stycznia 1933, a program partii został ogłoszony 18 kwietnia 1933. Był on skierowany do uboższego chłopstwa, by wykorzystać – w sytuacji kryzysu gospodarczego – jego niezadowolenie z ignorowania jego interesów przez rząd rumuński oraz inne ugrupowania ludowe. Partia stawiała żądania umorzenia chłopskich długów, podniesienia podatków wobec osób bogatych, a także całkowitego zwolnienia od podatków i zapewnienia darmowej opieki medycznej i prawnej wobec chłopów posiadających mniej niż 5 ha ziemi. 
Front nie zyskał jednak w latach przedwojennych większego poparcia. Był nieznaczącą partią regionalną, działającą praktycznie tylko w okręgu Hunedoara; w wyborach parlamentarnych w 1933 uzyskał tylko 0,27% głosów, a w 1937 0,23%. Nie pomogło mu nawet zawarcie sojuszu w 1935 z innymi drobnymi, lewicowymi ugrupowaniami. W 1938 król Karol II zabronił działalności partiom politycznym, jednak działacze Frontu kontynuowali spotkania.

## Okres powojenny
W czasie II wojny światowej Groza działał przeciwko faszyzmowi oraz drugiemu arbitrażowi wiedeńskiemu. W 1943 zaangażował się w tworzenie Patriotycznego Frontu Antyhitlerowskiego, zawiązanego z inicjatywy komunistów, w którego skład wszedł też Front Oraczy. Został wówczas uwięziony, a na wolność wyszedł w styczniu 1944. Po 23 sierpnia 1944, gdy od władzy odsunięto Iona Antonescu Front Oraczy podjął ponownie legalną działalność i rozpoczął odbudowę swych struktur. Na początku jesieni 1944 rumuńscy komuniści powołali do życia Narodowy Front Demokratyczny, zrzeszający Rumuńską Partię Komunistyczną oraz szereg innych partii i ugrupowań o charakterze lewicowym, często niewielkich. Wśród nich znalazł się Front Oraczy. Program Narodowego Frontu Demokratycznego odwoływał się do wszystkich niezadowolonych z sytuacji socjalnej i polityki sił politycznych dominujących w Rumunii wcześniej, obiecywał reformę rolną i nadanie ziemi chłopom bezrolnym lub małorolnym, ale także wsparcie (poprzez np. atrakcyjne kredyty) dla drobnych producentów prywatnych. Chciał też zbliżenia ze Związkiem Radzieckim i walki z Niemcami. 
Front Oraczy na przełomie 1944 i 1945 r. znacząco się rozrósł (pozyskał wielu nowych członków i rozwinął organizację). Pod naciskiem komunistów 4 listopada 1944 powołany został nowy rząd rumuński, z udziałem różnych sił politycznych, w tym także partii tworzących Narodowy Front Demokratyczny; przywódca Frontu Oraczy Petru Groza objął stanowisko wicepremiera. Po krótkim okresie formalnego współdziałania różnych sił politycznych, 6 marca 1945 został powołany nowy rząd, tym razem w całości związany z Narodowym Frontem Demokratycznym, a Groza został jego premierem. Pozostawał na tym stanowisku aż do 1952. Powołanie Grozy na stanowisko szefa rządu nastąpiło na żądanie władz Związku Radzieckiego – był najodpowiedniejszym politykiem do kierowania rządem, który miał sprawiać wrażenie demokratycznego i wielopartyjnego, a faktycznie był całkowicie lokalny wobec Moskwy. Gwałtowny rozwój Frontu Oraczy, który nastąpił w tym okresie, spowodował, że regionalna organizacja z okolic Hunedoary rozwinęła ogólnokrajowe struktury i stała się jednym z głównych instrumentów przejęcia władzy przez komunistów w kraju. W latach 1948–1949 Front Oraczy liczył ok. 1,4–1,5 mln członków, więcej niż partia komunistyczna. Liderzy komunistów uważali Front Oraczy za swoją wiejską przybudówkę, jednak początkowo ukrywano bezpośrednie związki pomiędzy tymi organizacjami, aby Front mógł zdobyć większą popularność na wsi. Bardzo dużą popularność przynosiła Frontowi polityka rolna i reforma rolna przeprowadzona przez rząd Grozy w 1945, która nie narzucała jeszcze wsi kolektywizacji.
W czerwcu 1945 odbył się pierwszy powojenny zjazd Frontu Oraczy. Większość delegatów stanowili chłopi. Uczestnicy zjazdu wystosowali podziękowania wobec partii komunistycznej i klasy robotniczej za wsparcie chłopskich interesów; zaakceptowany program partii stawiał na czele działania w celu umocnienia indywidualnych rolników, nieposiadających dużych gospodarstw. Ponadto celem Frontu Oraczy miało być promowanie współpracy między rolnikami, zapewnianie wsparcia finansowego drobnych rolników na przystępnych warunkach, powoływanie przedsiębiorstw przetwórczych oraz polepszenie edukacji rolniczej. Na czele partii stał Kongres Generalny (który decydował o brzmieniu statutu, programu i zatwierdzał kierownicze organy partii), kolejnym organem był Komitet Centralny (główny organ kierujący partią), następnie komitety powiatowe i okręgowe oraz organizacje sołeckie. W latach 1949–1953 Front miał komórki organizacyjne niemal w każdej gminie i sołectwie.
17 maja 1946 z inicjatywy komunistów powołana została nowa organizacja, Blok Partii Demokratycznych: w jego ramach w nadchodzących wyborach parlamentarnych miała być wystawiona jedna lista wyborcza wszystkich uczestniczących w nim partii. Czterem największym partiom Bloku (w tym partii komunistycznej oraz Frontowi Oraczy) zapewniono równy udział w reprezentacji na listach wyborczych. Blok posiadał też wspólny program wyborczy, w którym wciąż jeszcze podkreślano takie wartości jak gwarancja wolności obywatelskich czy poszanowanie prywatnej własności. Pojawiły się w nim jednak także żądania nacjonalizacji Banku Narodowego, plan rozbudowy przemysłu ciężkiego jako podstawy odbudowy gospodarki kraju oraz obietnica bliskiej współpracy z ZSRR. Front Oraczy, który otrzymał 12% miejsc na wspólnej liście wyborczej, w wyniku sfałszowanych wyborów otrzymał 71 miejsc (spośród 347) w parlamencie.
Samodzielność Frontu Oraczy faktycznie malała. Po wyborach w 1946 stał się już całkowicie podporządkowany partii komunistycznej, formalnie jednak pozostawał odrębnym ugrupowaniem politycznym (po wyborach w 1948 miał 110 posłów). W szeregach partii przeprowadzano czystki. Podstawowym zadaniem Frontu było szerzenie na wsi propagandy komunistycznej, szczególnie w zakresie dotyczącym prowadzonej od 1949 kolektywizacji wsi. Działania Frontu przynosiły jednak niewielkie rezultaty. 7 lutego 1953 partia ogłosiła swoje rozwiązanie. Petru Groza w 1952 ustąpił ze stanowiska premiera, został natomiast przewodniczącym powołanego wówczas Prezydium Wielkiego Zgromadzenia Narodowego (tę funkcję pełnił do śmierci w 1958). Byli członkowie Frontu Oraczy zajęli stanowiska w strukturach Rumuńskiej Partii Robotniczej, ona także przejęła majątek partii.